# ミシェル・ムートン
ミシェル・ムートン（Michèle Mouton、1951年6月23日 - ）は、フランスの元ラリードライバー。1980年代に世界ラリー選手権（WRC）で女性初の優勝を飾るなどWRCのトップレベルで活躍したことで知られ、「史上最も成功した女性レーシングドライバー」と評される。現役引退後は国際自動車連盟 (FIA) の要職を努めている。
ニックネームは「Shelley」。後のフォルクスワーゲングループ内プロジェクトでもあるアウディ・TTSの無人走行試作車のサブネームにも冠された。

## 主な経歴

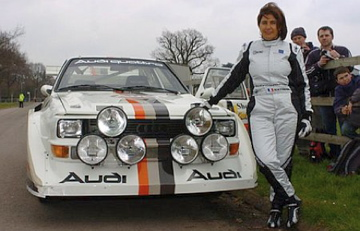
ミシェル・ムートンとアウディ・クワトロS1（1985年）

ムートンは高校を卒業して法学を学んだが、すぐラリーに熱中するようになった。WRCに初参戦した1973年モンテカルロでは、プジョーに乗るジーン・タイビのコ・ドライバーを務めていた。その後父親の勧めでドライバーに転身し、翌1974年のツール・ド・コルスでドライバーとしてWRC初参戦を果たした。アルピーヌ・A110、アウトビアンキ、フィアット・131アバルト、ランチア・ストラトスHF(シャルドネ)と乗り継ぎ、地元中心のみのプライベーター参加に留まるが完走率は高いものであった。
1975年、女性3名のドライバーでル・マン24時間レースへ参戦してクラス優勝するなど、ラリー以外のモータースポーツ活動にも精力的であった。
1981年にアウディのワークスチームの一員となり、4WDターボ革命を起こしたアウディ・クワトロを駆り、ラリー・サンレモでWRC初優勝を果たす。これはWRCにおける初の女性ドライバーの勝利となった。また、コ・ドライバーもイタリア人女性のファブリツィア・ポンス (Fabrizia Pons) という、女性クルーによるWRC優勝でもあった。
翌1982年はポルトガル、ブラジル、アクロポリスとシリーズ3勝を挙げ、オペルのヴァルター・ロールと激しいドライバーズタイトル争いを演じた。最終戦前のアイボリー・コーストラリーでは1時間近いリードを得るもメカニカルトラブルによりリタイア。この瞬間王者がロールに確定し、惜しくも年間ランキング2位となった。一方でアウディ初のマニュファクチャラータイトルに貢献した。
その後も1985年にアメリカのパイクスピーク・インターナショナル・ヒルクライムで総合優勝を果たすなど、一線級のラリードライバーとして活躍したが、1986年シーズンを最後にグループBマシンがWRCから姿を消すのと時を同じくして現役を引退した。

## 引退後
引退後の1988年には、1986年のツール・ド・コルスで事故死したヘンリ・トイヴォネンの追悼を目的に、ラリーやF1を含めた世界の一流ドライバーが腕を競うイベント「レース・オブ・チャンピオンズ（ROC）」を開催した。その後もROCは年末の恒例イベントとして定着しており、ムートンは現在もROC主催者の副代表を務めている。
2010年には国際自動車連盟 (FIA) の女性初の役員として、女性のモータースポーツ参画を促進するため設立された「ウーマン&モータースポーツ・コミッション（WMC）」の議長に就任した。2022年、WMC議長の座をデボラ・マイヤーに譲り退任。

## レース戦績

### ル・マン24時間レース
| 年     | チーム          | コ・ドライバー                                  | 使用車両         | クラス | 周回 | 総合順位 | クラス順位 |
| ------ | --------------- | ----------------------------------------------- | ---------------- | ------ | ---- | -------- | ---------- |
| 1975年 | ソシエテ エッソ | マリアンヌ・フフナー クリスティン・ダクレモント | モイネット・LM75 | S 2.0  | 270  | 21位     | 1位        |

## エピソード
- 1982年にWRC史上最後の二輪駆動車による王者となったロールは、「クワトロならサルでも勝てる」という発言をしている。これはアウディに向けて言ったつもりが、当時男性vs女性を煽るメディアにより、ムートンへの発言と解釈されて拡散されてしまったと釈明している。40年後となる2022年のラリー・ド・ポルトガル50周年式典でロールは、経緯はどうあれ傷つけてしまったことに謝罪の言葉を述べている[5]。
- 1985年のパイクスピークで、ムートンがクワトロをドライブして当時のコースレコードを樹立して総合優勝した際、ボビー・アンサーは「私の国で生意気な」と怒った（当時のパイクスピークはアメリカのイベントという雰囲気がまだ強かった時代だった）。これに対しムートンは「勇気があるなら、下りで勝負してあげてもいい」と冷静な返事で応酬した[6]。